# Spoga+gafa
Die spoga+gafa ist eine internationale Gartenmesse (Fachmesse). Veranstalter ist die Messe- und Ausstellungs-Gesellschaft Koelnmesse GmbH, ideelle Träger sind der Bundesverband der Deutschen Sportartikel-Industrie e.V. (BSI) und der Industrieverband Garten e.V. (IVG). „Spoga“ steht für „Internationale Fachmesse für Sportartikel, Campingbedarf und Gartenmöbel“. „Gafa“ steht für „Gartenfachmesse“.

## Geschichte
Die Internationale Fachmesse für Sportartikel, Campingbedarf und Gartenmöbel wurde 1960 gegründet. Die erste Messe hatte 380 Aussteller und fast 11.000 Fachbesucher. Im Jahr 1978, als die Münchner Messegesellschaft die Veranstaltung einer eigenen Sportmesse ankündigte, verlor die spoga einige Segmente des Sportartikelmarktes an München, ist aber für einige Teile der Sportwirtschaft nach wie vor die Nummer eins in der Welt.
Zwischen Köln und München kristallisierte sich in den folgenden Jahren eine Art Abgrenzung der Angebotsbereiche auf den Sportmessen heraus. Trotz aller bayerischen Anstrengungen blieben die Segmente Angeln, Reiten, Wassersport, Camping und Gartenmöbel der spoga treu. Sportartikel, Schuhe und Sportbekleidung hatten sich nach München orientiert.
Vor allem der Reitsport entwickelte sich auf der spoga dynamisch. Auf Initiative der Fachabteilung Pferdesport im BSI wurde 1980 das Internationale Pferdesport-Zentrum eingerichtet. Damals zeigten 170 Firmen aus 18 Ländern Artikel für den Reitsport. Bis in die frühen 1990er Jahre konnte die Ausstellerzahl auf fast 300 gesteigert werden.
Im Jahre 1980 wurden in der Presse- und Werbearbeit der spoga erstmals Zeichnungen des Kölner Karikaturisten Amo Faust eingesetzt. Die Aktion war ein solcher Erfolg, dass sie noch einige Jahre fortgesetzt wurde. 1990 wurde die Fachbesucherkontrolle an den Übergängen Gafa/spoga aufgehoben. Ab 1991 veröffentlichte die Kölnmesse nur noch eine gemeinsame Besucherzahl für beide Veranstaltungen. 1994 wurde erstmals ein internationales Wassersport-Zentrum als „Messe in der Messe“ eingerichtet.

## Angebotssegmente
- garden living
- garden creation & care
- garden bbq
- garden unique